# Cueta parvula
Cueta parvula is een insect uit de familie van de mierenleeuwen (Myrmeleontidae), die tot de orde netvleugeligen (Neuroptera) behoort. 
Cueta parvula is voor het eerst wetenschappelijk beschreven door Hölzel in 1968.